# General Electric J47
O General Electric J47 (designação da GE TG-190) é um motor aeronáutico turbojato desenvolvido pela General Electric a partir do antecessor J35. Voou pela primeira vez em Maio de 1948. O J47 foi o primeiro turbojato de fluxo axial aprovado para uso comercial nos Estados Unidos. Foi utilizado em vários tipos de aeronaves e mais de 30.000 unidades foram fabricadas antes do encerramento da produção em 1956. Foi utilizado por militares americanos até 1978. A Packard produziu 3.025 unidades deste motor sob licença.

## Projeto e desenvolvimento
O projeto do J47 foi baseado na experiência do motor TG-180/J35 que havia sido descrito pela revista Flight em 1948 como o turbojato americano mais amplamente utilizado.
O tempo entre serviço (overhaul) de um J47 variou de 15 horas (em 1948) para um teórico de 1.200 horas (625 horas na prática) em 1956. Por exemplo, o motor J47-GE-23 deveria funcionar 225 horas entre as inspeções. Instalado no F-86F, tinha a ocorrência de corte de motor em voo a cada 33.000 horas em 1955 e 1956.

## Variantes
J47-GE-14.850 lbf de empuxo
J47-GE-26.000 lbf a 7.950 rpm, utilizado no North American FJ-2 Fury
J47-GE-11Utilizado no Boeing B-47A e B-47B
J47-GE-13Utilizado no North American F-86E Sabre & North American B-45C Tornado
J47-GE-15Utilizado no North American B-45C Tornado
J47-GE-175.425 lbf a 7.950 rpm (normal), 7.350 lbf com injeção a 7.950 rpm, utilizado no North American F-86D Sabre
J47-GE-17B5.425 lbf de empuxo
J47-GE-195.200 lbf, utilizado no Convair B-36D & B-36F
J47-GE-235.800 lbf de empuxo, utilizado no Boeing B-47B e RB-47B
J47-GE-255.970 lbf (normal), 6.970 com injeção, utilizado no Boeing B-47E e RB-47E
J47-GE-275.970 lbf de empuxo, utilizado no North American F-86F Sabre
J47-GE-335.550 lbf de empuxo, utilizado no F-86F & F-86K

## Aplicações
- Boeing B-47
- Boeing KB-50J Superfortress
- Boeing KC-97 Stratotanker
- Chase XC-123A
- Convair B-36
- Convair NB-36
- Curtiss XF-87 Blackhawk
- Martin XB-51
- North American B-45 Tornado
- North American F-86 Sabre
- North American F-86D Sabre
- North American FJ-2 Fury
- Republic XF-91 Thunderceptor

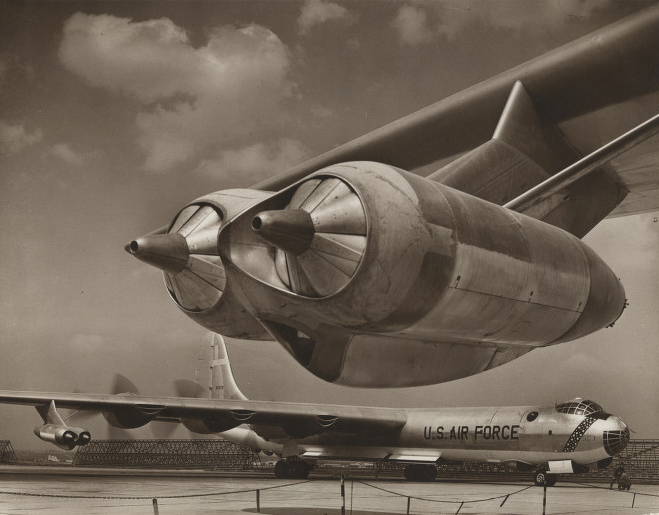
Dois J47 eram montados em cada lado da asa do B-36

Veículos terrestres que utilizaram o motor:
- Spirit of America
- M-497 Black Beetle (locomotiva a jato)

## O X39 nuclear
Na década de 1950, o interesse no desenvolvimento de uma aeronave movida a energia nuclear levou a GE experimentar dois projetos de motores turbina a gás nucleares, um baseado no J47 e outro muito maior chamado X211.
O projeto baseado no J47 tornou-se o programa X39. Este sistema consistia de dois J47 modificados que, ao invés de fazer combustão com combustível de jato, recebia ar comprimido e aquecido de um trocador de calor que era parte do reator "Experimento de reator de transferência de calor" (em inglês:  Heat Transfer Reactor Experiment (HTRE)). O X-39 foi operado com sucesso em conjunto com três diferentes reatores, o HTRE-1, HTRE-2 e HTRE-3. Caso este programa não tivesse sido cancelado, estes motores seriam utilizados no proposto Convair X-6.